# Kristóf Rasovszky
Kristóf Rasovszky (Veszprém, 27 de marzo de 1997) es un deportista húngaro que compite en natación, en la modalidad de aguas abiertas.
Participó en tres Juegos Olímpicos de Verano, entre los años 2016 y 2024, obteniendo dos medallas, plata en Tokio 2020 y oro en París 2024, en la prueba de 10 km.
Ganó siete medallas en el Campeonato Mundial de Natación entre los años 2019 y 2025, y diez medallas en el Campeonato Europeo de Natación entre los años 2018 y 2025.
Estudió Ingeniería Eléctrica, primero en la Universidad Óbuda de Budapest y después en la Universidad de Panonia en Veszprém.

## Palmarés internacional
| Juegos Olímpicos   | Juegos Olímpicos        | Juegos Olímpicos  | Juegos Olímpicos |
| Año                | Lugar                   | Medalla           | Prueba           |
| ------------------ | ----------------------- | ----------------- | ---------------- |
| 2020               | Tokio (Japón)           | Medalla de plata  | 10 km            |
| 2024               | París (Francia)         | Medalla de oro    | 10 km            |
| Campeonato Mundial |                         |                   |                  |
| Año                | Lugar                   | Medalla           | Prueba           |
| 2019               | Gwangju (Corea del Sur) | Medalla de oro    | 5 km             |
| 2022               | Budapest (Hungría)      | Medalla de plata  | Equipo mixto     |
| 2023               | Fukuoka (Japón)         | Medalla de plata  | 10 km            |
| 2023               | Fukuoka (Japón)         | Medalla de plata  | Equipo mixto     |
| 2024               | Doha (Catar)            | Medalla de oro    | 10 km            |
| 2024               | Doha (Catar)            | Medalla de bronce | Equipo mixto     |
| 2025               | Singapur (Singapur)     | Medalla de bronce | Equipo mixto     |
| Campeonato Europeo |                         |                   |                  |
| Año                | Lugar                   | Medalla           | Prueba           |
| 2018               | Glasgow (Reino Unido)   | Medalla de oro    | 5 km             |
| 2018               | Glasgow (Reino Unido)   | Medalla de oro    | 25 km            |
| 2018               | Glasgow (Reino Unido)   | Medalla de plata  | 10 km            |
| 2021               | Budapest (Hungría)      | Medalla de bronce | Equipo mixto     |
| 2022               | Roma (Italia)           | Medalla de plata  | Equipo mixto     |
| 2024               | Belgrado (Serbia)       | Medalla de oro    | Equipo mixto     |
| 2025               | Stari Grad (Croacia)    | Medalla de oro    | 3 km eliminación |
| 2025               | Stari Grad (Croacia)    | Medalla de oro    | 10 km            |
| 2025               | Stari Grad (Croacia)    | Medalla de oro    | Equipo mixto     |
| 2025               | Stari Grad (Croacia)    | Medalla de bronce | 5 km             |